# 阔刺兔唇花
阔刺兔唇花（学名：Lagochilus platyacanthus）为唇形科兔唇花属下的一个种。

## 扩展阅读
- 維基物種上的相關：阔刺兔唇花